# Liberty (condado de Tioga, Pensilvania)
Liberty es un borough ubicado en el condado de Tioga en el estado estadounidense de Pensilvania. En el año 2000 tenía una población de 230 habitantes y una densidad poblacional de 170.8 personas por km².

## Geografía
Liberty se encuentra ubicado en las coordenadas 41°33′30″N 77°06′17″O / 41.55833, -77.10472.

## Demografía
Según la Oficina del Censo en 2000 los ingresos medios por hogar en la localidad eran de $39,219 y los ingresos medios por familia eran $38,542. Los hombres tenían unos ingresos medios de $27,813 frente a los $19,688 para las mujeres. La renta per cápita para la localidad era de $17,690. Alrededor del 9.8% de la población estaba por debajo del umbral de pobreza.